# Plasmodigeneida
Plasmodigeneida är en ordning av djur. Plasmodigeneida ingår i fylumet stavsimmare och riket djur.